# Kabaret Długi
Kabaret Długi – polski kabaret założony w styczniu 1979 roku w Gliwicach.

## Historia
Początki wspólnej kabaretowej przygody Jacka Łapota i Piotra Skuchy datują się na rok 1973, kiedy to wraz z innymi uczniami III klasy I Liceum Ogólnokształcącego im. Aleksandra Zawadzkiego w Dąbrowie Górniczej założyli kabaret o nazwie „SNCHWiG Wiarus, przepraszam Wirus”, który przez dwa lata działalności wystawił cztery pełnospektaklowe programy.
Następnie w latach 1977–1978 obydwaj twórcy realizowali audycję satyryczną w Radiu Centrum Politechniki Śląskiej (jedną z piosenek ich autorstwa wyemitowano w audycji 60 minut na godzinę), której studentem był P. Skucha – on także zaprosił do współpracy J. Łapota.
Po raz pierwszy Kabaret Długi zaprezentował się w gliwickim klubie "Kropka", 8 marca 1979 roku. Wystawił dotąd kilkanaście programów, bierze też udział w kabaretonach (dotąd wystąpił w kilkudziesięciu, a w tym kilka wyreżyserował). Kabaret Długi wyprodukował ponadto kilkanaście wydawnictw audiowizualnych. Często pojawia się w telewizji (kilkadziesiąt programów) oraz w radiu (kilkaset audycji, m.in. Parafonia).
W latach 1979–1989 brał udział w licznych przeglądach, festiwalach i innych konkursach kabaretowych, na których zdobył wiele nagród. Po dziesięciu latach pracy artystycznej zrezygnował z prezentowania się na tego typu imprezach, by dać szansę młodszym kolegom.
W maju 2013 roku zawiesił działalność.

## Skład kabaretu
Główny trzon kabaretu tworzą satyrycy Jacek Łapot i Piotr Skucha. 
W roku 1996 do kabaretu Długi dołączył akompaniator Dariusz Szweda, który zajmuje się stroną muzyczną występów i nagrań. Od 2001 roku zespół kabaretowy ma też wokalistkę – Agnieszkę Trzepizur. Z grupą współpracują również inni artyści.

## Ciekawostki
W 1980 roku J. Łapot i P. Skucha wcielili się w postacie członków studenckiej grupy kabaretowej „Precyzja”, w etiudzie fabularnej pt. Coś wesołego w reż. Krzysztofa Magowskiego.

## Dyskografia

### Kasety magnetofonowe
- Ani słowa o wojnie – premiera: 1983
- To się nadaje – premiera: 1986
- Szczęście po polsku – premiera: 1988
- Dekada długów – premiera: 1989
- Wierzyciele – premiera: 1990
- Wolne wybory – premiera: 1991
- Dostaniemy kota – premiera: 1993
- Piosenki – premiera: 1996

### Płyty kompaktowe
- 20 przebojów na 20-lecie – premiera: 1999
- 15-lat Parafonii – premiera: 1999
- Wybrane numery – premiera: 2001
- Auto-Bio-Rytmy – premiera: 2002
- Parafonia w Trójce – premiera: 2003
- Co się nadaje – premiera: 2023 (wyd. Gad Records)[4]

### Kasety VHS
- Program optymistyczny – premiera: 1996

### Płyty DVD
- Kabaret Długi z palmą w t(ytu)le – premiera: 2003
- Kabaret Długi z palmą w tle (dwupłytowa reedycja specjalna z okazji 30-lecia kabaretu) – premiera: 17 kwietnia 2009

### Książki
- Kabaret Długi – Wyd. Galeria Satyry "Rudy Kot", Gdańsk, 1985
- Dekada długów – Wyd. Almapress, 1989

## Nagrody
- Ogólnopolskie Spotkania Estradowe w Rzeszowie – trzy razy główna nagroda
- Srebrna Szpilka w Lidzbarku Warmińskim
- Złote Rogi Kozicy w Zakopanem
- Przegląd Klubowych Teatrów i Kabaretów w Katowicach – dwa razy Grand Prix
- Turniej Młodych Talentów w Krakowie – główna nagroda, a także czas antenowy na własną audycję w Programie III Polskiego Radia